# Visby
Visby este un oraș în Suedia.

## Demografie
| \| Evoluția demografică a zonei urbane Visby, 1970–2015 \| Evoluția demografică a zonei urbane Visby, 1970–2015 \| Evoluția demografică a zonei urbane Visby, 1970–2015 \| Evoluția demografică a zonei urbane Visby, 1970–2015 \| Evoluția demografică a zonei urbane Visby, 1970–2015 \| \| --------------------------------------------------------------------------------------- \| ---------------------------------------------------- \| ---------------------------------------------------- \| ---------------------------------------------------- \| ---------------------------------------------------- \| \| An \| \| \| Locuitori \| \| \| 1970 \| 1970 \| \| 19.245 \| 19.245 \| \| 1975 \| 1975 \| \| 19.886 \| 19.886 \| \| 1980 \| 1980 \| \| 19.835 \| 19.835 \| \| 1990 \| 1990 \| \| 20.986 \| 20.986 \| \| 1995 \| 1995 \| \| 21.740 \| 21.740 \| \| 2000 \| 2000 \| \| 22.017 \| 22.017 \| \| 2005 \| 2005 \| \| 22.236 \| 22.236 \| \| 2010 \| 2010 \| \| 22.593 \| 22.593 \| \| 2015 \| 2015 \| \| 23.402 \| 23.402 \| \| Sursa: SCB - Statistika Centralbyrån, Folkmängden per tätort. Vart femte år 1960 - 2016 \| \| \| \| \| |      |  |           |        |
| Evoluția demografică a zonei urbane Visby, 1970–2015 |      |  |           |        |
| An |      |  | Locuitori |        |
| 1970 | 1970 |  | 19.245    | 19.245 |
| 1975 | 1975 |  | 19.886    | 19.886 |
| 1980 | 1980 |  | 19.835    | 19.835 |
| 1990 | 1990 |  | 20.986    | 20.986 |
| 1995 | 1995 |  | 21.740    | 21.740 |
| 2000 | 2000 |  | 22.017    | 22.017 |
| 2005 | 2005 |  | 22.236    | 22.236 |
| 2010 | 2010 |  | 22.593    | 22.593 |
| 2015 | 2015 |  | 23.402    | 23.402 |
| Sursa: SCB - Statistika Centralbyrån, Folkmängden per tätort. Vart femte år 1960 - 2016 |      |  |           |        |